# Walter Benjamin
Walter Benjamin (Berlijn, 15 juli 1892 – Portbou, 27 september 1940) was een Duits, Joods-marxistisch cultuurfilosoof. Zijn werk heeft betrekking op o.a. filosofie, theologie, literatuurkritiek en kunstgeschiedenis.

## Jeugd
Benjamin werd geboren in een geassimileerd joods milieu als zoon van Emil Benjamin en Pauline Benjamin-Schönflies. Zijn vader handelde met succes in antiek en tapijten en de familie was welgesteld. Walter was de oudste van drie kinderen. Hij had nog een broer en een zus: Georg en Dora.
Walter was ziekelijk en werd in het jaar 1905 opgenomen op de afdeling gymnasium van de Kaiser Friedrich Schule in Berlijn-Charlottenburg. Zo kon hij aansterken in het internaat Haubinda dat op het platteland was gelegen om zodoende verder te kunnen leren. Hier kwam hij in aanraking met het Griekse denken en leerde hij Gustav Wyneken kennen, een leraar met eigen ideeën over opvoeding en onderwijs. Kenmerkend was zijn opvatting dat de jeugd een zelfstandige fase van het leven is en geen overgang van kind naar volwassenheid.
Na twee jaar ging Benjamin terug naar Berlijn. Onder invloed van Gustav Wyneken werd hij actief in de jeugdbeweging. De deelnemers aan deze beweging handelden vanuit de overtuiging dat alleen de jeugd de wereld kon verbeteren en dat de ouderen, met name de eigen ouders, voorgoed waren weggezonken in comfort.

## Studie
Na zijn eindexamen te Berlijn in 1912 ging Benjamin filosofie studeren in Freiburg en een jaar later in Berlijn. Hij bleef actief in de jeugdbeweging. Hij schreef in het tijdschrift Der Anfang, waarvan Gustav Wyneken uitgever was. Verder organiseerde hij debatten. In het begin van de zomer van 1914 werd hij voorzitter van de Berlijnse "Freie Studentenschaft". Tegen hem werd oppositie gevoerd door een groep die streefde naar sociale hervormingen. Benjamin geloofde daar niet in; hij zocht de oplossing van maatschappelijke problemen in intellectuele vernieuwing.
In 1912 raakte Benjamin bevriend met de dichter C.F. Heinle, die bij het uitbreken van de Eerste Wereldoorlog in 1914 samen met zijn vriendin Rika Seligsohn een einde aan zijn leven maakte. Dit deed Benjamin besluiten zich indien mogelijk te drukken voor de militaire dienst. Benjamins vereerde leermeester Gustav Wyneken riep op tot mobilisatie, waarop Benjamin met pijn in het hart met hem en de jeugdbeweging brak.
In 1915 ontmoette hij Gershom Scholem en werd de basis gelegd voor een levenslange vriendschap. Scholem was gefascineerd door het joodse denken. Hij zou later in Jeruzalem hoogleraar voor joodse mystiek worden. Hij heeft vanaf hun kennismaking invloed gehad op de relatie van Benjamin tot het jodendom en de kabbala. Deze invloed is met name merkbaar in zijn latere interpretaties van Franz Kafka en in de messiaanse interpretatie van het schilderij Angelus Novus van Paul Klee. In 1917 trouwde Benjamin met Dora Kellner en uit dat huwelijk werd in 1918 Benjamins enige kind Stefan geboren.
In 1919 studeerde Benjamin summa cum laude af met Der Begriff der Kunstkritik in der deutschen Romantik. Hij maakte plannen voor een academische carrière.

## Periode 1920-1933
In 1920 keerde het gezin Benjamin terug naar Berlijn. Het lukte Walter niet om aan de slag te geraken en hij was financieel afhankelijk van zijn vader. Pogingen om bij een uitgever (S. Fischer Verlag) een baan te krijgen en een tijdschrift (Angelus Novus) op te zetten, mislukten. Hij overwoog, min of meer serieus, om net als Scholem naar Palestina te emigreren.
In 1921 en 1922 werkte hij aan de tekst Goethes Wahlverwandschaften. In diezelfde tijd raakten Dora en hij in een ingewikkelde serie driehoeksverhoudingen, die hun relatie geen goed deden. Dora werd verliefd op Ernst Schoen, een vriend van Benjamin. Walter begon Jula Cohn, de zus van zijn jeugdvriend Alfred Cohn, als zijn geliefde te zien. Beide relaties liepen af, maar het huwelijk van Walter en Dora overleefde de klap niet. Vanaf 1923 bleven de echtelieden volgens Scholem alleen om financiële redenen en om het kind bij elkaar, op vriendschappelijke basis.
Benjamins vader begon ondertussen druk uit te oefenen: hij vond dat zijn zoon op een bank moest gaan werken. Benjamin weigerde dat en wendde zich succesvol tot zijn schoonvader om financiële ondersteuning. Dit was de Weense anglist en uitgever van Herzls geschriften Leon Kellner. Dora werkte ondertussen als vertaalster voor een Amerikaanse journalist en dankzij deze twee financiële bronnen bleef het huishouden draaien.
In de zomer van 1923 was Benjamin met Scholem in Frankfurt om zijn "Habilitation" voor te bereiden. Hier leerde hij Siegfried Kracauer en Theodor Adorno kennen.
Wanneer hij niet onderweg was, woonde hij in Berlijn bij Dora. Hij was immers een reislustig persoon. De tijd van mei tot oktober 1924 bracht hij door op Capri, zijnde een goedkoop en niet toeristisch eiland. Daar schreef hij de eerste versie van zijn proefschrift Ursprung des deutschen Trauerspiels. Hier leerde hij de Letse actrice en regisseuse Asja Lacis kennen, die zijn derde grote liefde werd. Deze ontmoeting en het lezen van Georg Lukács Geschichte und Klassenbewußtsein (1923) trokken Benjamins engagement en intellectuele belangstelling in de richting van de sociale beweging. Hij overwoog enige tijd lid te worden van de communistische partij.
In 1925 trok hij zijn proefschrift terug, nadat hem duidelijk was gemaakt dat het afgewezen zou worden. Daarmee had de universiteit voor hem voorgoed afgedaan. Hij ging zich op een andere manier van geld verdienen richten.
Van maart tot oktober 1926 leefde Benjamin in Parijs, waar hij samen met Franz Hessel een aantal delen van het werk van Proust vertaalde. Daarnaast schreef hij artikelen voor de Frankfurter Zeitung en de Literarische Welt.
In december 1926 en januari 1927 bezocht hij Asja Lacis in Moskou. In het dagboek, dat hij toen bijhield en dat later gepubliceerd werd als Moskauer Tagebuch en in het artikel Moskau legde hij zijn ervaringen met de Russische hoofdstad vast.
Terug in Parijs begon hij met Das Passagen-Werk, zijn grote studie naar de wortels van de twintigste-eeuwse cultuur uit het Parijs van de negentiende eeuw. Hij ging intensief om met Scholem, die tijdelijk in Parijs was en dacht weer na over emigratie naar Palestina. In dit jaar experimenteerde hij voor het eerst met hasjiesj.
In 1928 verschenen van Benjamins hand bij Rowohlt Einbahnstraße (opgedragen aan Asja Lacis) en Ursprung des deutschen Trauerspiels, Benjamins afgewezen proefschrift. In hetzelfde jaar was Lacis in Berlijn en Benjamin woonde twee maanden met haar samen. Hij wilde met Lacis trouwen en eiste van Dora dat zij van hem zou scheiden. Dat laatste gebeurde inderdaad in 1930. Lacis ging evenwel, zonder te trouwen met Benjamin, terug naar Moskou.
Benjamins nieuwe belangstelling voor marxistische esthetiek en politiek brachten hem ertoe Asja Lacis te vragen hem met Bertolt Brecht in contact te brengen. Dat vond plaats in mei 1929.
Een van de eerste gezamenlijke projecten van Brecht en Benjamin zou een tijdschrift moeten worden: Krisis und Kritik. Na theoretische onenigheid trok Benjamin zich terug, waarna het blad door organisatorische en financiële strubbelingen niet meer van de grond kwam. Brecht en Benjamin bleven ondanks hun meningsverschillen tot aan Benjamins dood bevriend. Scholem en Theodor Adorno zagen deze vriendschap met lede ogen aan, omdat zij Brechts invloed op Benjamin niet konden waarderen.
In 1930 stopte Benjamin met Das Passagen-Werk. Hij bleef in zijn levensonderhoud voorzien door het schrijven van artikelen voor kranten en tijdschriften. In een brief van 20 januari 1930 aan Scholem meldt hij ernaar te streven als de belangrijkste Duitse literatuurcriticus te worden beschouwd. Van april tot juli 1932 verbleef hij op Ibiza, waar hij aan Berliner Kindheit um neunzehnhundert werkte. Hij keerde terug in wankele geestelijke gezondheid en zou zelfmoordplannen hebben gehad.

## Periode na 1933
In maart 1933 vestigde hij zich definitief in Parijs. Hij was op de vlucht voor de nazi's. In dit jaar begon hij te werken voor het Institut für Sozialforschung, waar ook Adorno een baan had. Dit instituut verschafte hem enige financiële middelen, omdat hij in Duitsland bijna niet meer kon publiceren.
Van april tot september 1933 was hij weer genoodzaakt naar Ibiza te gaan. Omdat twee Duitse kranten, de Vossische Zeitung en de Frankfurter wel nog recensies en korte prozateksten van zijn hand publiceerden en door de verkoop van zijn verzameling handtekeningen, kon hij de geringe kosten van het levensonderhoud op Ibiza opbrengen. Hij at weinig en ongezond, soms enkel een reep chocola, en bleek uiteindelijk te veel van zichzelf te hebben gevraagd: eind september keerde hij met malaria besmet terug naar Parijs.
Na zijn herstel ging hij op zoek naar nieuwe financiële bronnen. Met weinig succes. Alleen zijn werk voor het Frankfurter Institut für Sozialforschung bood hem enig perspectief. Het instituut, dat onderzoek deed op maatschappijkritische grondslag, was in 1932, met het oog op een te verwachten fascistische machtsovername, van Frankfurt naar Genève verhuisd, en emigreerde een jaar later naar New York. Adorno was Benjamins contactpersoon bij het instituut, dat sinds 1932 een eigen tijdschrift uitgaf: Zeitschrift für Sozialforschung. De contacten tussen Benjamin en het instituut gingen met veel irritaties gepaard omdat de directeur ervan, Max Horkheimer, geen expliciet politieke uitspraken in het tijdschrift wilde hebben: hij hoopte aldus de positie van het instituut in de V.S. te beschermen. In veel artikelen van Benjamin werd geschrapt of moesten wijzigingen aangebracht worden. Deze praktijk werd vaak filosofisch en methodologisch gelegitimeerd. Benjamin had weinig keuze en slikte de meeste kritiek.
Vanaf het voorjaar 1934 ontving Benjamin van het Instituut 500 Franse francs per maand plus een toelage voor reizen, boeken e.d. Dat was niet voldoende om van te leven. Om de kosten van levensonderhoud te drukken woonde hij af en toe bij zijn zuster, die ook in Parijs woonde, of bij zijn ex-vrouw Dora, die een pension had in San Remo. De zomers van 1934 en 1936 bracht hij door in Skovbostrand bij Brecht.
In 1934 begon hij weer met Das Passagen-Werk. Het was dit project dat hem op de been hield. In de winter van 1934 - 1935 begon hij, in San Remo, met de selectie en ordening van het tot dan toe verzamelde materiaal. Hij schreef op verzoek van het Frankfurter instituut een onderzoeksvoorstel waarin hij een eerste lijn aanbracht in het materiaal voor het Passagen-Werk: Paris, die Hauptstadt des XIX. Jahrhunderts. Op grond van dit voorstel was het instituut bereid bij te dragen aan de kosten van het onderzoek voor het Passagen-Werk. Het kwam erop neer dat Benjamin voor dat onderzoek tijd vrij kon maken.
In 1936 organiseerde de stalinistische bureaucratie de eerste politieke showprocessen in Moskou. Benjamin zag het gebeuren verbijsterd aan. Kort daarop zocht hij in Parijs contact met een groep rond Georges Bataille en het tijdschrift Acéphale. In hetzelfde jaar publiceerde hij Das Kunstwerk im Zeitalter seiner technischen Reproduzierbarkeit (Het Kunstwerk in het Tijdperk van de Mechanische Reproductie) - over de politieke betekenis van de film - en verscheen in Luzern van zijn hand Deutsche Menschen onder het pseudoniem Detlef Holz: een verzameling van 26 door Benjamin becommentarieerde brieven uit de jaren 1783 - 1883.
De twee jaren daarop werkte hij, om iets te kunnen publiceren in ruil voor zijn stipendium, naast het Passagen-Werk, aan een boek over Baudelaire, dat uit het materiaal van het Passagen-Werk samengesteld zou moeten worden. Bij zijn laatste bezoek aan Brecht in Denemarken, in de zomer van 1938, schreef hij grote delen van het tweede deel van dat boek. Dat deel zou onder de titel Das Paris des Second Empire bei Baudelaire in het Zeitschrift für Sozialforschung gepubliceerd moeten worden. In september stuurde hij de tekst naar New York. Het artikel werd door Adorno gekraakt en Benjamin werkte het jaar daarop een deel van deze tekst opnieuw uit: Über einige Motive bei Baudelaire verscheen in januari 1940.
Hoewel er van vele zijden bij Benjamin op werd aangedrongen dat hij, vanwege de dreigende houding van Duitsland, Frankrijk verliet, bleef hij in Parijs. Hij was van mening dat alleen daar het Passagen-Werk afgemaakt kon worden.

## Periode 1939-1940
Februari 1939 ontving Benjamin een brief van Max Horkheimer waarin deze meedeelde dat het Institut in financiële moeilijkheden verkeerde en weleens niet in staat zou kunnen zijn Benjamin op de loonlijst te houden. Benjamin schreef daarop aan Scholem met het verzoek iets voor hem in Palestina te regelen.
In april 1939 zat Benjamin nog in Frankrijk. Hij had al eerder pogingen gedaan de Franse nationaliteit te krijgen, zonder succes en probeerde nu voor het eerst een vlucht naar de V.S. te regelen. Ondertussen werkte hij verder aan Über einige Motive bei Baudelaire. Hij stuurde de tekst eind juli naar New York.
Bij de inval van Duitse legers in Polen, op 1 september 1939, werd Benjamin, als Duitser, geïnterneerd in een kamp bij Nevers. Hij gaf in het kamp cursussen filosofie voor gevorderden tegen betaling van drie Gauloises of een broekknoop. Bovendien was hij van plan een kamptijdschrift op te zetten. Op die manier zou hij verlof krijgen om in de stad naar de bibliotheek te kunnen gaan. Voordat het zover was werd Benjamin, door bemiddeling van met name Adrienne Monnier en Jules Romains in november weer vrijgelaten. Hij keerde terug naar Parijs, waar hij de stellingen Über den Begriff der Geschichte schreef.

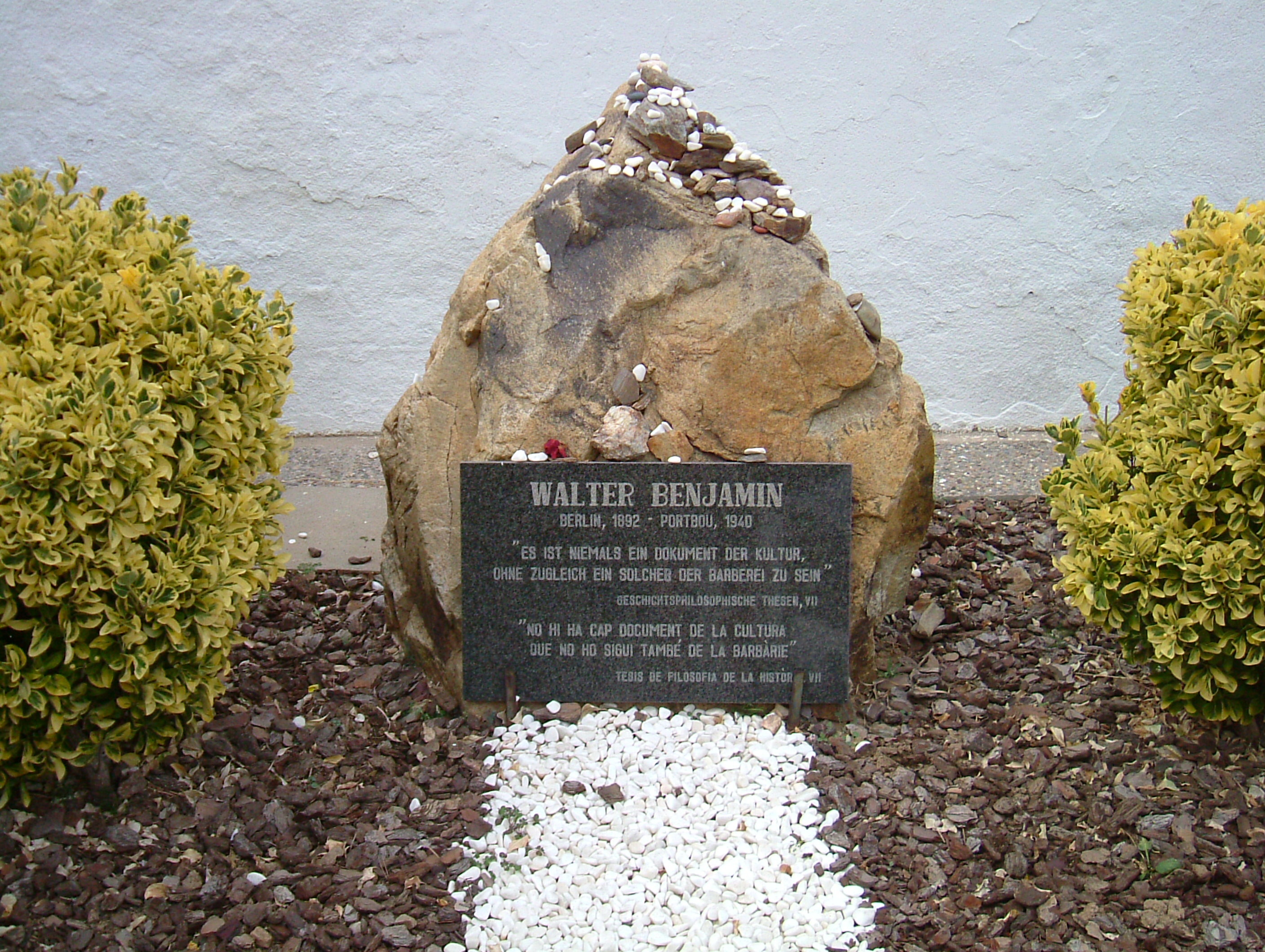
Het graf van Walter Benjamin

In juni 1940, toen de Franse overgave aan de Duitse legers in het verschiet lag, overhandigde Benjamin zijn manuscripten aan Georges Bataille, die ze verstopte in de Bibliothèque Nationale en vluchtte met zijn zus naar Lourdes. In augustus ontving hij, na bemiddeling door het Institut, in Marseille een inreisvisum voor de V.S. Door het ontbreken van een Frans uitreisvisum moest hij illegaal de grens over. Op 26 september deed hij een poging om in groep Frankrijk te verlaten via een pas in de Pyreneeën. Aan de Spaanse grens werd de groep aangehouden en door drie agenten begeleid ging het terug naar de Spaanse grensplaats Portbou. De volgende morgen zouden ze naar de Franse grens  worden gebracht.
In het zuiden van Frankrijk was inmiddels de met de Duitsers samenwerkende regering Pétain aan de macht. Terugkeer naar Frankrijk zou daarom voor Benjamin uitlevering aan Duitsland en uiteindelijk het concentratiekamp betekenen.

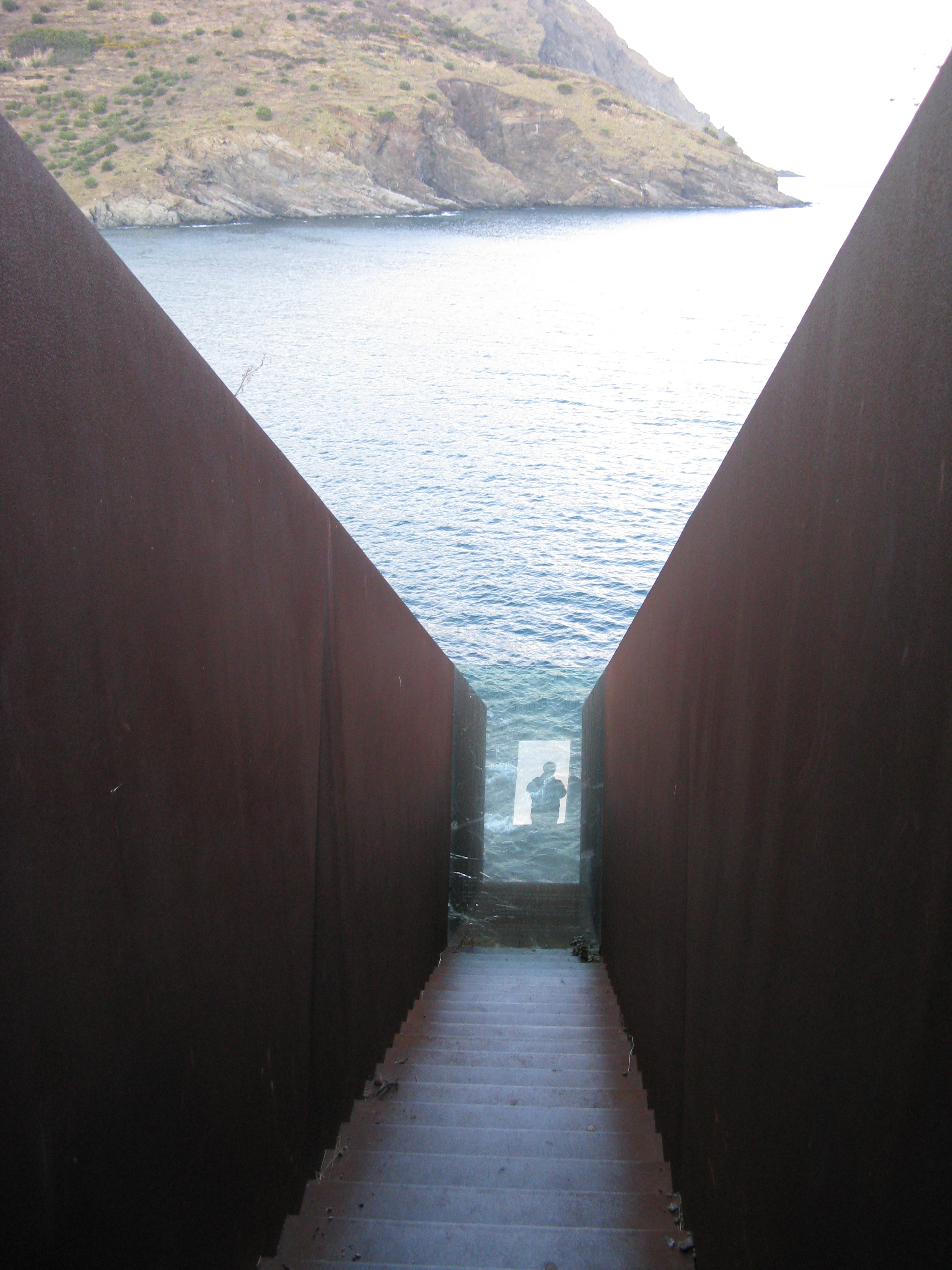
Monument in Portbou door Dani Karavan

Met dat vooruitzicht maakte hij in de nacht van 26 op 27 september te Portbou een einde aan zijn leven met een overdosis morfine, die hij voor een dergelijk geval bij zich had. De douanebeambten lieten, waarschijnlijk onder de indruk van Benjamins dood, de rest van de groep alsnog de grens passeren.
Bij zijn vluchtpoging had hij een koffer bij zich die verloren lijkt te zijn gegaan en die mogelijk nog ongepubliceerd werk bevatte.
Na 1989 werd in Portbou een monument opgericht ter herinnering aan Benjamin en alle andere intellectuelen en kunstenaars die de door de nazi's bezette gebieden moesten verlaten. Het monument werd ontworpen door de Israëlische kunstenaar Dani Karavan.

## Invloed
Na zijn dood bleef Benjamin lange tijd onopgemerkt, maar halverwege de jaren vijftig slaagden vrienden en bewonderaars erin belangstelling voor zijn werk nieuw leven in te blazen. Pas in de late jaren zestig kreeg Benjamin de volle aandacht. Zijn werk is van belang voor latere vormen van cultuurkritiek.

## Teksten van Benjamin
Alle teksten zijn te vinden in Gesammelte Schriften (Suhrkamp, Frankfurt am Main), maar een groot deel ervan is ook los verkrijgbaar.
- Das Passagen-Werk
- Der Begriff der Kunstkritik in der deutschen Romantik
- Goethes Wahlverwandschaften
- Ursprung des deutschen Trauerspiels
- Moskauer Tagebuch
- Berliner Kindheit um neunzehnhundert
- Deutsche Menschen
- Das Kunstwerk im Zeitalter seiner technischen Reproduzierbarkeit
- Einbahnstraße
- Über den Begriff der Geschichte
- Paris die Hauptstadt des 19. Jahrhunderts
- Pariser Passagen II
- Das Paris des second Empire bei Baudelaire
- Über einige Motive bei Baudelaire
- Zentralpark
- Über Sprache überhaupt und über die Sprache des Menschen
- Lehre vom Ähnlichen
- Über das mimetische Vermögen
- Theologisch-politisches Fragment
- Die Aufgabe des Übersetzers
- Erkenntniskritische Vorrede
- Über den Begriff der Geschichte
- Der Sürrealismus
- Der destruktive Charakter
- Zur Kritik der Gewalt und andere Aufsätze
- Kapitalismus als Religion
- Erfahrung und Armut

De Nederlandse vertalingen:
- Het kunstwerk in het tijdperk van zijn techniese reproduceerbaarheid (Nijmegen, 1970, herh. herdr.)
- Naar een socialistische opvoeding voor kinderen (Nijmegen 1970)
- De auteur als producent : fotomontages (Nijmegen, 1971)
- Berlijnse jeugd (Amsterdam, 1974)
- Over kinderen, jeugd en opvoeding (Amsterdam, 1977)
- Baudelaire : een dichter in het tijdperk van het hoog-kapitalisme (Amsterdam, 1978)
- Dagboek uit Moskou (Amsterdam, 1984)
- Proces-verbaal van Franz Kafka (Nijmegen, 1987)
- Stadsgezichten (Utrecht, 1990)
- Ik pak mijn bibliotheek uit : een rede over het verzamelen (Utrecht, 1990; tevens vert. naar het Fries, Leeuwarden, 2004)
- Eenrichtingsverkeer (Amsterdam, 1991)
- Boeken en hoeren: dertien thesen (Woubrugge, 1991)
- Kleine filosofie van het flaneren : passages, Parijs, Baudelaire (Amsterdam, 1992)
- Sfeervolle kerstvertellingen uit alle landen (Weert, 1993)
- Eenrichtingstraat (Groningen, 1994)
- Maar een storm waait uit het paradijs : filosofische essays over taal en geschiedenis (Nijmegen, 1996)
- Het destructieve karakter (Eindhoven, 2010)
- Duitse mensen (Groningen, 2014)
- Kinderjaren in Berlijn rond 1900 (Nijmegen, 2015)
- Denkbeelden (Nijmegen, 2017)
- Het kunstwerk in het tijdperk van zijn technische reproduceerbaarheid en andere essays (Amsterdam, 2017)
- Kritische portretten, samenstelling Thijs Lijster & Jan Sietsma, vert. Jan Sietsma (Amsterdam: Octavo, 2020), ISBN 9789490334260.